# 이영 (1965년)
이영(1965년 7월 14일~)은 대한민국의 경제학자, 교육부 차관(2015. 10.~2017. 5.)이다.

## 학력
- 상문고등학교
- 서울대학교 경제학 학사
- 미시간대학교 대학원 경제학 박사

## 경력
- 1997. 9.~1997. 12. 미국 경제연구소 연구조교
- 1998. 6.~2000. 6. 미국 국제부흥개발은행 컨설턴트
- 1998. 2.~2000. 6. 미국 메릴랜드대학교 경제학과 부설 IRIS 연구소 연구위원
- 2000. 7.~2002. 2. 한국개발연구원 부연구위원
- 2002. 3.~2006. 2. 한양대학교 경제금융대학 조교수
- 2005. 9.~2007. 2. 한양대학교 경제금융대학 경제금융학부장
- 2006. 3.~2011. 2. 한양대학교 경제금융대학 부교수
- 2008. 5.~2013. 2. 미래기획위원회 위원
- 2008. 9.~2015.10. 세제발전심위원회 위원
- 2011. 3 ~. 한양대학교 경제금융대학 교수
- 2011. 7.~2013. 2. 대학구조개혁위원회 위원
- 2012. 1.~2015. 10. KBS 객원해설위원
- 2012. 6.~2014. 5. 한국장학재단 비상임 이사
- 2012. 7.~2014. 7. 안민정책포럼 회장
- 2012. 8. 한양대학교 기획처장
- 2013. 5.~2015. 10. 사회보장위원회 위원
- 2015. 6.~2015. 10. 국민경제자문회의 위원
- 2015. 10.~2017. 5. 제59대 교육부 차관
- 2020. 6.~2020. 9. 미래통합당 경제혁신위원회 지속가능한 경제 소위원회 위원
- 2020. 7.~ 한양대학교 경제금융대학 경제금융대학장
- 케이정책플랫폼 연구위원
- 2023. 3.~ 국가교육위원회 대학입시제도 개편 특별위원회 위원
- 2023. 9.~ 지방시대위원회 위원
- 2024. 9.~ 한국조세재정연구원 원장